# Paradosso del mentitore
In logica, il paradosso del mentitore (più propriamente antinomia del mentitore) è descritto come: data una proposizione autonegante come "Questa frase è falsa", nessuno riuscirà mai a dimostrare se tale affermazione sia vera o falsa;
- se infatti fosse vera, allora la frase non sarebbe veramente falsa (la verità della proposizione non invalida la falsità espressa nel contenuto della proposizione).
- se invece la proposizione fosse falsa, allora il contenuto si capovolgerebbe (è come se dicesse "Questa frase è vera") quando abbiamo appena affermato il contrario.

## Il paradosso del mentitore: versione originale
La prima formulazione del paradosso si trova nel primo capitolo della Lettera a Tito di Paolo di Tarso: 
(Lettera a Tito)
Il "profeta" a cui allude Paolo sarebbe Epimenide di Creta (VI secolo a.C.), di cui non ci restano scritti..
Se assumiamo che l'affermazione sia vera, allora sarebbe vero che Epimenide, in quanto cretese, è un bugiardo. Ma allora la sua affermazione «i Cretesi sono sempre bugiardi» non sarebbe vera ed otterremmo una contraddizione. Se invece assumiamo che l'affermazione sia falsa, allora sarebbe vera la negazione di «i Cretesi sono sempre bugiardi», cioè sarebbe vero che alcuni cretesi dicono la verità e alcuni mentono. In questo caso non vi sarebbe alcuna contraddizione e potremmo identificare Epimenide come uno dei cretesi che mentono. Per quanto argomentato nel caso precedente, non può infatti esser vero che Epimenide dica la verità.
Diogene Laerzio ha attribuito l'ideazione del paradosso al filosofo megarico Eubulide di Mileto (IV secolo a.C.), il quale riformulò l'affermazione di Epimenide dicendo ψευδόμενος (pseudòmenos), «io sto mentendo». Da notare in primo luogo che la frase è «io sto mentendo», e non «io sono bugiardo», nel senso che «quello che sto dicendo in questo momento è una menzogna».
Con Eubulide si ripropone lo stesso dilemma di Epimenide: può essere vera la frase di uno che afferma «io sto dicendo il falso»? La frase di Eubulide non può essere vera, ma non può essere neanche falsa, perché c'è un elemento nuovo rispetto a «tutti i Cretesi mentono»: l'autoriferimento: Eubulide sta parlando di se stesso, cioè sta affermando di se stesso che mente, e questo non può essere né vero né falso.

## Il paradosso del mentitore: elaborazioni successive
Dal paradosso del mentitore sono derivate elaborazioni diversificate di molti autori attraverso i secoli, e anche attualmente l'argomento è assai discusso. 
Tra le più note riformulazioni del paradosso del mentitore vi sono:
- quella di Aristotele (Confutazioni sofistiche (XXV)), il quale propose due quesiti di analoga contraddittorietà:
  - è possibile giurare di rompere il giuramento che si sta prestando?
  - è possibile ordinare di disobbedire all'ordine che si sta impartendo?

- quella di Diogene Laerzio (II secolo d.C.): un coccodrillo gigante ghermisce un bambino che gioca sulle rive del Nilo; la madre del piccolo implora il coccodrillo di restituirle il figlio, ma il coccodrillo fa la seguente proposta: "Se indovini quello che farò, ti restituirò il bambino. Altrimenti lo mangerò". La madre allora dice al coccodrillo: "Mangerai il piccolo". Se la madre ha detto il vero, se ha cioè indovinato che il coccodrillo mangerà il bambino, allora in questo caso il coccodrillo deve restituire il bimbo. Ma se il coccodrillo restituisce il bimbo, significherebbe che non lo ha mangiato, e quindi la donna non avrebbe indovinato e non potrebbe riavere il figlio. Risultato: in tutti i casi, se la madre dice "tu lo mangerai", non potrà mai riavere il piccolo se il coccodrillo mantiene la promessa. Né il coccodrillo può mangiarlo.

- quella di Giovanni Buridano, o meglio Jean Buridan, filosofo francese morto a Parigi circa nel 1361. Fino a quell'epoca, durante la Scolastica, si era sempre pensato che i problemi logici derivanti dal paradosso del mentitore derivassero dal carattere di autoreferenza. Buridano dimostrò che il problema non era l'autoreferenza, ma il riferimento reciproco, detto circolare, elaborando un paradosso nel quale l'autoriferimento era per così dire spezzato in due. Egli immaginò due protagonisti, Socrate e Platone, ciascuno dei quali pronuncia una sola frase. Socrate dice "Platone dice il falso"; Platone dice "Socrate dice il vero". Vista isolatamente, ciascuna delle due frasi non è affatto paradossale, ma la loro congiunzione lo diventa. Se Socrate dice effettivamente il vero, allora Platone mente davvero e di conseguenza (contraddicendo alla premessa) Socrate dice il falso. Non è possibile sostenere che la frase di Socrate sia vera e poi arrivare alla conclusione che è falsa.

- quella elaborata da Miguel de Cervantes nel Don Chisciotte (1615), dove si narrava di Sancio Panza che divenne governatore di Barataria e si trovò a dover decidere sul caso accaduto a dei giudici, incaricati di impiccare tutti coloro che mentivano circa il motivo per cui volevano oltrepassare un ponte. I giudici raccontarono che un giorno era arrivato un tale a cui fu domandato perché voleva passare il ponte. A questa domanda, il tale "giurò che passava e andava a morire su quelle forche ch'erano ivi alzate".[3] Se fosse vero che costui voleva farsi impiccare, allora aveva detto la verità e quindi non doveva essere impiccato. Se stesse mentendo, e poi fosse stato impiccato, avrebbe detto la verità e avrebbe dovuto essere lasciato libero.

- quella di Philip Jourdain, che nel 1913 riformulò il paradosso di Buridano, il cui punto chiave è la referenzialità circolare, eliminando il riferimento a personaggi celebri, ponendo semplicemente due affermazioni: "la frase seguente è falsa" e "la frase precedente è vera".

- quella di Kurt Gödel, che sostituisce la proposizione "quest'affermazione è falsa" con "quest'affermazione non è dimostrabile", e che è alla base dei suoi due Teoremi di incompletezza.

- quella di Stephen Yablo, che nel 1993 riformulò il paradosso di Buridano-Jourdain eliminando la richiesta che la referenzialità sia circolare usando una lista di enunciati infiniti numerabili; paradossi che usano la referenzialità come questo vengono detti anche "rettilinei", in opposizione ai paradossi che usano il riferimento circolare.

## Soluzioni del paradosso del mentitore
La soluzione data da Crisippo dice semplicemente che il paradosso è il rovesciamento del buon senso: ci sono frasi delle quali «non si deve dire che esse dicono il vero e (neppure) il falso; né si deve congetturare in un altro modo, cioè che lo stesso (enunciato) esprima simultaneamente il vero e il falso, bensì che esse sono completamente prive di significato».
La soluzione prospettata da Aristotele è la seguente: le frasi paradossali si fondano sulla confusione tra uso e menzione. Quando si dice "io sto mentendo", si sta usando la frase, nel senso che si tratta di un paradosso di tipo autoreferenziale, catalogato tra gli insolubilia; chi enuncia una frase insolubile, non dice letteralmente nulla e pertanto la proposizione (o meglio, la pseudoproposizione) deve essere semplicemente cassata.
Nel Medioevo, una proposta di soluzione fu avanzata da Guglielmo di Ockham (1285-1347). Dal momento che la cassatio di Aristotele non forniva una soluzione concreta, egli introdusse la distinzione tra linguaggio e metalinguaggio. Solo le frasi autoreferenziali mescolano i due livelli in uno solo, perché dire "io sto mentendo" è una frase che si pone nel metalinguaggio (per quanto riguarda il verbo mentire, il cui concetto trova spiegazione non nella frase stessa ma in un altro livello), ma è espressa mediante il linguaggio.
La proposta di soluzione di Buridano fu dettata dall'intuizione della logica temporale: un'affermazione non è vera o falsa in assoluto, ma solo relativamente a un certo momento storico. Mentre non è possibile che una frase sia vera o falsa nello stesso tempo, essa può esserlo in tempi diversi: Basterebbe dire "Platone dirà il falso quando pronuncerà la prossima frase" e "Socrate disse il vero quando pronunciò la frase precedente".
Nel 1944, Alfred Tarski propose la soluzione considerata più soddisfacente, che considera l'autonimia con cui un enunciato di un linguaggio occorre nel metalinguaggio che lo analizza.
Nelle logiche non classiche in cui non vale il principio di non-contraddizione, le proposizioni come quelle del mentitore non generano alcun paradosso. Per esempio nella logica sfumata, dove il valore di verità può variare tra 0 e 1, tali frasi hanno un valore di verità pari a 0,5.